# Saba Jambu
Saba Jambu is een bestuurslaag in het regentschap Mandailing Natal van de provincie Noord-Sumatra, Indonesië. Saba Jambu telt 253 inwoners (volkstelling 2010).